# Goniurosaurus kuroiwae
Tắc kè đất Kuroiwa, hoặc Tắc kè đất Okinawa (Goniurosaurus kuroiwae), là một loài tắc kè trong họ Gekkonidae. Đây là loài đặc hữu của Nhật Bản.